# Un turco napoletano
Un turco napoletano è un film del 1953 diretto da Mario Mattoli.
Adattamento al grande schermo della farsa Nu turco napulitano (1888) di Eduardo Scarpetta, è interpretato da Totò, primo film del trittico scarpettiano, completato da Miseria e nobiltà e Il medico dei pazzi, entrambi del 1954, girati tutti a colori sempre con Mario Mattoli dietro la cinepresa e con Totò nei panni di Felice Sciosciammocca.

## Trama
Al San Carlino di Napoli va in scena una commedia di Eduardo Scarpetta ambientata a Sorrento sul finire dell'Ottocento:
Felice Sciosciammocca viene condotto in carcere per essersi accollato la colpa di un delitto in realtà commesso da altri. In galera familiarizza con un lestofante che si fa chiamare Faina, mostrando subito la sua proverbiale forza straordinaria mercé la quale spezza senza sforzi i piedi di una sedia claudicante. Quando viene a conoscenza della sua condanna a morte, Felice accetta la proposta di evasione avanzata da Faina, piegando senza problemi le sbarre della cella. Appena usciti di prigione, i due incontrano un forestiero turco che chiede indicazioni per la stazione, poiché deve recarsi a Sorrento per non specificati motivi di lavoro.
Faina e Felice lo stordiscono e lo derubano, e il primo convince il secondo ad andare a Sorrento con i documenti dello sconosciuto per assumerne posto di lavoro ed identità. Felice scopre così che il turco avrebbe dovuto prestare servizio presso la bottega di Pasquale Catone, uomo ricco ma gelosissimo della seconda moglie Giulietta e della figlia di primo letto Lisetta. Pasquale in effetti s'attende un lavoratore straniero promessogli dall'importante onorevole Cocchetelli, il quale vuole ingraziarselo in vista delle prossime elezioni tanto da promettergli anche il titolo di cavaliere. Lo stesso deputato invia una lettera a Pasquale che, casualmente, giunge poco dopo l'arrivo a Sorrento di Felice, e in cui comunica a don Pasquale che il turco è un eunuco.
Pasquale, per delicatezza, non chiede conferma all'ignaro Felice e anzi, su suggerimento dell'amico e confidente don Ignazio, lo mette a guardia di moglie e figlia garantendogli anche un cospicuo stipendio. L'uomo non comprende il motivo per cui Pasquale è tanto generoso, ma accetta l'offerta e si fa ben volere da Giulietta, Lisetta, dalla moglie di Ignazio Angelica e dalla cameriera Concetta. Durante il suo lavoro a casa Catone, riceve la visita di Faina, al quale non dice nulla del lauto stipendio, e scopre l'amore tra Lisetta e un giovane poeta, tenuto nascosto poiché Pasquale era stato costretto a prometterla al guappo Carluccio detto l'"uomo di ferro", prepotente e rozzo nipote di don Ignazio.
Durante la cerimonia di fidanzamento tra Lisetta e Carluccio, Felice seduce sia Giulietta sia Angelica, mentre tutti sono in fermento per l'arrivo di Cocchetelli e di quella che lui spaccia per moglie, ma che in realtà è l'amante, una ballerina francese che Felice aveva già visto a teatro. Mentre Lisetta rompe il fidanzamento, mandando su tutte le furie Carluccio, Cocchetelli trova Felice in atteggiamento intimo con l'amante, scoprendo che l'uomo non è il turco che aveva promesso a Pasquale. Il politico però non può rivelare nulla a Catone perché la cosa lo metterebbe in cattiva luce con il ricco ed influente padrone di casa.
La verità viene ugualmente svelata a Pasquale da Faina che, scoperto il ricco compenso percepito da Felice, decide di vendicarsi e farlo cacciare. Pasquale va su tutte le furie sia con Felice che con l'onorevole, ma in quel momento arriva anche Carluccio, che grida vendetta per l'affronto subito da parte di Lisetta. Il prepotente nipote di Ignazio viene messo in fuga dalla forza sovrumana del falso turco. La storia si conclude con Pasquale che ringrazia Felice per l'aiuto offertogli, e concede a Lisetta di fidanzarsi col suo innamorato, mentre Cocchetelli riceverà l'aiuto di Pasquale e degli altri elettori per vincere le elezioni politiche.

## Produzione
Il film ambientato a Sorrento è, in realtà, girato a San Felice Circeo.
La canzone Carmè, Carmè... è scritta dallo stesso Totò ed è cantata da Nicola Maldacea Jr.
La canzone parodiata da Felice ai bagni di mare, quando per divertire le donne si attribuisce l'invenzione della danza del ventre in occasione di un mal di stomaco, è la melodia araba nota come Kradoutja.
Su alcune locandine del film compare un titolo diverso, con l'articolo determinativo: Il turco napoletano.
L'attore Aldo Giuffré ha dichiarato in un'intervista che la troupe era solita applaudire dopo le riprese, facendo sentire gli attori come su un palcoscenico; inoltre alcune scene vennero rifatte più volte a causa delle risate degli attori, in particolare quella in carcere dove Totò scambia il becchino per un sarto.
Sebbene basato su un'opera teatrale, il film presenta alcune differenze rispetto all'originale: la scena della fuga dal carcere è tratta dalla rassegna di riviste di Totò Se quell'evaso io fossi (1933), così come la scena del becchino scambiato per un sarto, già utilizzato in Le sei mogli di Barbablù (1950); l'idea dell'eunuco era stata utilizzata da Totò anche nella rivista Uomini a nolo (1937).
All'inizio del film si afferma che lo spettacolo è ambientato il 24 febbraio 1904 al teatro San Carlino di Napoli: nella vita reale il teatro fu demolito nel 1884, prima che fosse scritta la commedia originale.
Durante la prima scena all'interno del suo negozio Carlo Campanini menziona l'onorevole chiamandolo Cochelletti e non Cocchetelli.